# アルトゥーラス・リムケヴィチュス
アルトゥーラス・リムケヴィチュス（リトアニア語: Artūras Rimkevičius、1983年4月14日 - 2019年9月23日）は、リトアニアの元サッカー選手。元リトアニア代表。現役時代のポジションはFW。

## クラブ歴
2001年にFKタウラス・タウラゲで選手となった。その後、FBKカウナス、FKリエパーヤス・メタルルグス、FKシルテ、FKシャウレイ、FKベケンタシュ・ビリニュス、アトランティスFCと在籍していった。2010年にはアステラス・トリポリスFCに移籍したものの、出場機会は乏しくエスニコス・ピラエウスFCにレンタル移籍した。
2011年にFKシャウレイに復帰すると2012年に35得点の大活躍をしAリーガ年間得点王に輝いた。この記録はAリーグ1シーズンでの得点としては歴代最多の数値である。
2013年1月にはスコットランドのハート・オブ・ミドロシアンFCへの完全移籍が囁かれていたものの、これは実現しなかった。同年FKエクラナス・パネヴェジースに移籍し、2014年にはブルネイDPMM FCに移籍した。
2014年5月には出身地のカウナスに戻りFCストゥンブラスと契約した。同チームでは主将を務め、脇野隼人とチームメイトになった。

## 代表歴
2010年6月18日に行われたバルティックカップ2010のラトビア代表戦で代表初出場。その直後のエストニア代表戦で代表初得点を達成した。

## 死去
2019年9月23日、カウナス郡ラムチェイの自宅にて死去していたのが発見された。すぐ側に拳銃があったことから拳銃自殺を遂げたと思われる。36歳没。

## 個人成績
代表での得点一覧
| #  | 日附           | 場所     | 対戦相手   | 得点 | 結果 | 大会                   |
| -- | -------------- | -------- | ---------- | ---- | ---- | ---------------------- |
| 1. | 2010年6月20日  | カウナス | エストニア | 2–0  | 2–0  | バルティックカップ2010 |
| 2. | 2012年11月14日 | エレバン | アルメニア | 1-3  | 2-4  | 親善試合               |
| 3. | 2012年11月14日 | エレバン | アルメニア | 2-4  | 2-4  | 親善試合               |

## タイトル
- バルティックカップ: 2010

### 個人
- Aリーガ 得点王 (1) : 2012（35得点）